# Georges de La Salle
Georges de La Salle est un journaliste et militaire français.

## Biographie
Né à Agen le 21 novembre 1869, il devient correspondant de guerre pour la Revue de Paris et est envoyé en 1904 en Mandchourie pour couvrir le conflit entre la Russie et la Japon. Il part ainsi de Paris le 22 avril 1904 et arrive à Saint-Pétersbourg le 28 où il ne parvient pas à obtenir les laissez-passer obligatoires. Le 2 mai, il quitte Saint-Pétersbourg et se rend à Irkoutsk où il obtient enfin les laissez-passer. 
Au milieu des convois d'armes, de soldats et de blessés, il franchit la frontière mandchoue à Zabaïkalsk puis visite Kharbine qui, grâce à la guerre, est en plein développement. Le 8 juin, il part pour Moukden, proche du front et est témoin de la défaite russe. À bord d'une charrette chinoise, il gagne Liaoyang mais n'atteint le front effectif que début juillet à Tashihchiao. Il y observe l’évacuation de la ville par les Russes (22-24 juillet). 
À la fin du mois d'août, La Salle assiste à la bataille de Liaoyang puis le 19 octobre à celle de Cha-Ho. Après la défaite russe, il reprend le train début décembre à Moukden et par le transsibérien regagne Paris qu'il atteint le soir du réveillon de Noël.
Il meurt à Grandcamp-Maisy le 16 septembre 1946.

## Publication
- En Mandchourie, Paris, Armand Colin, 1905 (dédié à Victor Bérard)